# Gymnocranius euanus
Gymnocranius euanus is een straalvinnige vissensoort uit de familie van straatvegers (Lethrinidae). De wetenschappelijke naam van de soort is voor het eerst geldig gepubliceerd in 1879 door Günther.